# Vieux-Genappe
Vieux-Genappe (nld. Oud-Genepiën, wa. Vî-Djnape) – dzielnica (section) miasta Genappe w Belgii, w Regionie Walońskim, w prowincji Brabancja Walońska, w okręgu Nivelles. 1 stycznia 2020 roku liczyła 2074 mieszkańców. Do 31 grudnia 1976 samodzielna gmina.

## Demografia
Liczba mieszkańców, stan na 1 stycznia:
| Rok                | 1930 | 1961 | 2020 |
| ------------------ | ---- | ---- | ---- |
| Liczba mieszkańców | 1296 | 1303 | 2074 |